# Propelops monticolus
Propelops monticolus är en kvalsterart som först beskrevs av Ewing 1918.  Propelops monticolus ingår i släktet Propelops och familjen Phenopelopidae. Inga underarter finns listade i Catalogue of Life.